# Cena Janusze A. Zajdela

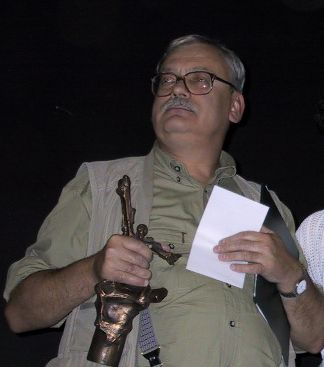
Andrzej Sapkowski – několikanásobný laureát Ceny Janusze A. Zajdela.

Cena Janusze A. Zajdela (polsky Nagroda Fandomu Polskiego imienia Janusza A. Zajdla) je polská literární cena udělovaná od roku 1984 v žánru science fiction a fantasy. Vítěze určí hlasování přítomných fanoušků na srazu Polcon, ti mohou vybírat z pěti nominovaných v každé ze dvou kategorií:
- román
- povídka

## Historie
Původně se cena jmenovala Sfinks. Prvním vítězem se stal v roce 1984 Janusz A. Zajdel, cenu získal za román Paradyzja. Zajdel zemřel 19. července 1985 a cena se přejmenovala na jeho počest. Do roku 1991 byla pouze jedna kategorie pro nejlepší příběh, od roku 1992 jsou kategorie dvě.